# Dubove, Barîșivka
Dubove (în ucraineană Дубове) este un sat în comuna Iabluneve din raionul Barîșivka, regiunea Kiev, Ucraina.

## Demografie
Componența lingvistică a localității Dubove
     Ucraineană (97,49%)
     Rusă (2,51%)
Conform recensământului din 2001, majoritatea populației localității Dubove era vorbitoare de ucraineană (97,49%), existând în minoritate și vorbitori de rusă (2,51%).